# Panphagia

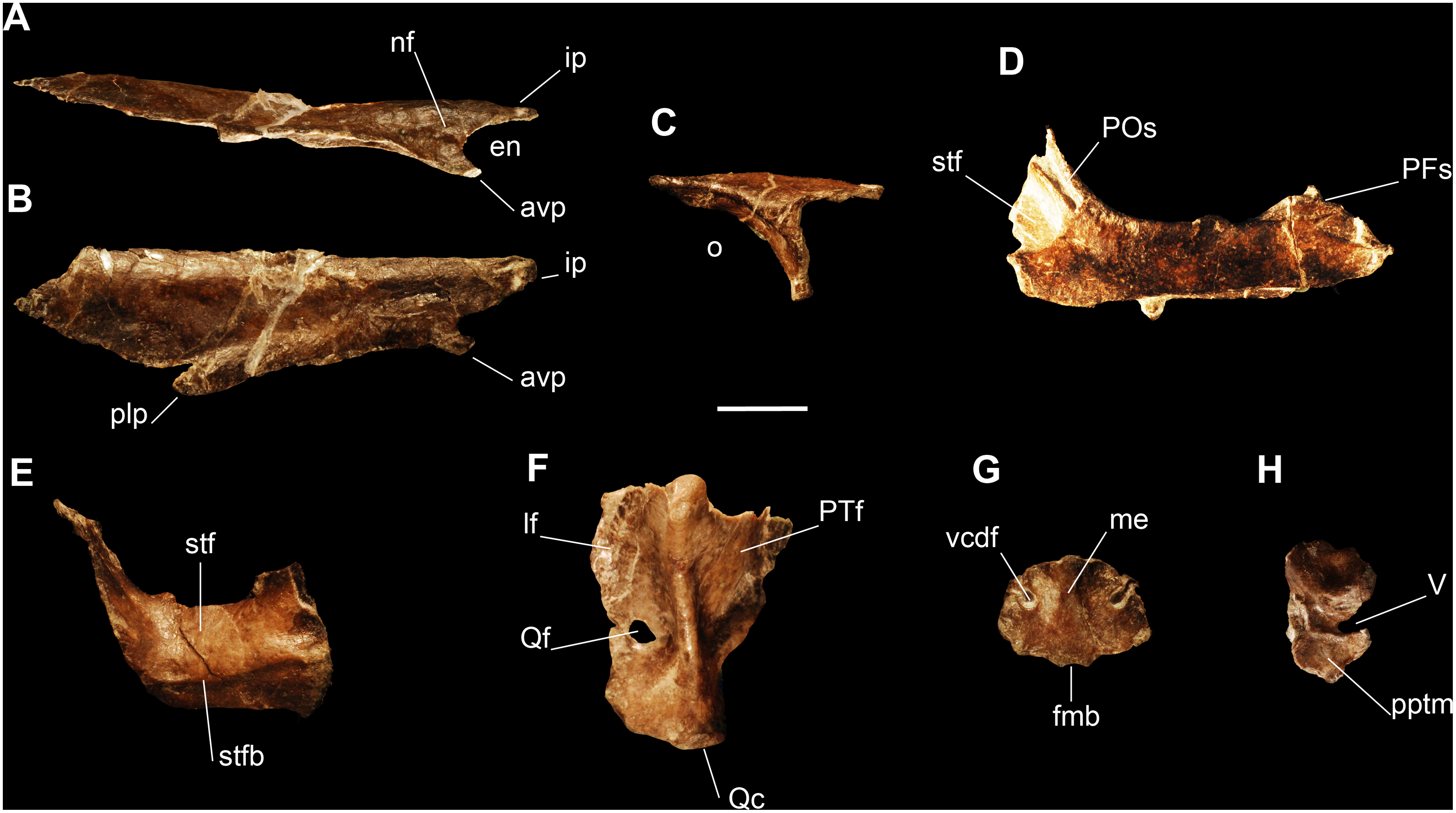
Ossos preservats del crani de Panphagia protos (PVSJ 874)

Panphagia (del grec clàssic pan, "tot", i phagein, "menjar", fa referència a la seva dieta omnívora inferida) és un gènere de dinosaure sauropodomorf. Se'n van trobar fòssils cap a finals de l'any 2006 a les roques de la Formació Ischigualasto al Valle Pintado, Parc provincial d'Ischigualasto, Província de San Juan, Argentina. Els ossos foren trobats a aproximadament el mateix nivell que una capa de cendra de 228,3 milions d'anys, indicant que va viure durant el Carnià inferior del Triàsic superior.